# Oswald the Lucky Rabbit
Oswald the Lucky Rabbit (ook bekend als Oswald the Rabbit of Oswald Rabbit) (of in het Nederlands Oswald het Gelukskonijn) is een personage uit tekenfilms. Hij wordt weergegeven als een getekend konijn met menselijke eigenschappen. Hij werd gecreëerd door Ub Iwerks en Walt Disney voor tekenfilms uitgebracht door Universal Pictures in de jaren 1920 en 1930.
Oswald the Lucky Rabbit is onder andere ingesproken door Frank Welker en Jess Harnell. Toen Oswald nog eigendom was van Universal Pictures werd Oswald onder andere ingesproken door Dick Beals, Tex Avery, Pinto Colvig, June Foray en Mickey Rooney.

## De tekenaars van Oswald
Oswald the Lucky Rabbit ontstond in 1927 nadat Disney's tekenfilmserie Alice Comedies was voltooid. Disney tekende in dat jaar voor deze nieuwe tekenfilmserie een contract met Universal Studios. De eerste Oswald-tekenfilm Poor Papa werd echter afgewezen vanwege de slechte opnamekwaliteit en de slonzigheid en leeftijd van Oswald. Disney maakte daarna samen met Ub Iwerks een tweede tekenfilm genaamd Trolley Troubles met daarin een veel jongere en nettere Oswald. Deze korte film was het officiële begin van de tekenfilmserie en werd Disney's grootste succes tot dan toe. Poor Papa werd uiteindelijk een jaar later uitgebracht.
In het voorjaar van 1928 ontstond er onenigheid tussen Walt Disney en Charles Mintz van Universal Pictures over het korten van het budget, waarbij Mintz erop wees dat de rechten van Oswald the Lucky Rabbit bij hem lagen en dat een groot deel van de werknemers van Disney naar Mintz was overgelopen. Disney weigerde in te gaan op de eisen van Mintz en stopte met de Oswald-serie nadat hij de tekenfilms waar hij al mee bezig was had afgemaakt. Intussen was hij samen met Ub Iwerks en Les Clark begonnen met het tekenen van zijn stripfiguur Mickey Mouse; deze was lichtelijk gebaseerd op Oswald the Lucky Rabbit. Mickey Mouse zou het blijvende symbool worden van The Walt Disney Company.
Mintz opende zijn eigen studio met voornamelijk ex-werknemers van Disney en ging verder met de Oswald-serie. Hij maakte in het eerste jaar negen tekenfilms en in het tweede jaar zeventien. In 1929 koos Universial Studios voor Walter Lantz om de Oswald-serie voort te zetten. Hij zou in totaal 142 Oswald-tekenfilms maken.

## Oswald-rechten
In 1928 kreeg Charles Mintz de rechten van Oswald, wat Walt Disney in de problemen liet komen. Ook is er in de film Up (2009) een referentie naar deze persoon. De slechterik in deze animatiefilm heet namelijk Charles Muntz.
In februari 2012 werden de rechten van Oswald the Lucky Rabbit verkregen door The Walt Disney Company als onderdeel van de deal waarbij de sportverslaggever Al Michaels overging van Disney's ABC en ESPN naar NBC Sports.

## Filmografie

### 1927
- Trolley Troubles
- Oh Teacher
- The Mechanical Cow
- Great Guns
- All Wet
- The Ocean Hop
- The Banker's Daughter
- Empty Socks
- Rickety Gin

### 1928
- Harem Scarem
- Neck 'n' Neck
- The Ol' Swimmin' Hole
- Africa Before Dark
- Rival Romeon
- Bright Lights
- Sagebrush Sadie
- Ride 'Em Plowboy
- Ozzie of the Mounted
- Hungry Hobos
- Oh What A Knight
- Poor Papa
- The Fox Chase
- Tall Timber
- Sleigh Bells
- High Up
- Hot Dog
- The Sky Scrapper

### 2010
- Epic Mickey

### 2012
- Epic Mickey 2: The Power of Two
- Epic Mickey: Power of Illusion

### 2013
- Get a Horse! (cameo)

### 2014
- Big Hero 6 (easter egg)
- Disney Infinity: 2.0 Edition (cameo)

### 2016
- Mickey Mouse Short - Entombed (cameo)
- Zootopia (easter egg)

### 2020
- The Wonderful World of Mickey Mouse (cameo)

### 2022
- Doctor Strange in the Multiverse of Madness (beelden van The Sky Scrapper)
- Chip 'n Dale: Rescue Rangers (easter egg)
- Oswald the Lucky Rabbit

## Epic Mickey
Oswald is voor het eerst terug te zien in Epic Mickey, de Wii videogame uit 2010 waarin hij een cruciale hoofdrol speelt. Hij is woedend op Mickey Mouse en wil wraak nemen omdat Mickey alle roem heeft gestolen die Oswald eigenlijk had moeten hebben.
Oswald is heerser van Geweestland, een wereld gecreëerd door Yen Sid. Geweestland is een wereld voor Disneypersonages die vergeten zijn. Maar door de Thinner Ramp en de komst van de Schaduwvlek ontstond er een oorlog, de Vlek Oorlog. Hierdoor werd Geweestland verwoest. Ergens na de Vlek Oorlog wist Oswald samen met zijn vrouw Ortensia de Vlek in de Thinner Kruik (waar ooit de thinner die voor de Thinner Ramp zorgde in heeft gezeten) op te sluiten, maar tegen een hoge prijs: Oswald verloor zijn geliefde Ortensia. Toch wisten delen van de Schaduwvlek te ontsnappen en vormden een Vlekkeling met dezelfde naam die de leiding over de andere Vlekkelingen overnam om de plannen van zijn meester voort te zetten en te proberen zijn meester te bevrijden.
Oswald is niet blij wanneer Mickey door de nep Schaduwvlek in Geweestland terechtkomt. Maar hij ziet het ook als een kans om wraak op Mickey te nemen. Hij maakt het Mickey in het begin wat moeilijker op zijn weg en bespot Mickey iedere keer als hij hem ziet, net voor hij er meteen weer vandoor gaat. Daarna trekt hij zich terug in de controlekamer van Mickeydingenheuvel. Hij is niet blij wanneer Mickey Mouse en Gremlin Guus hem bezoeken. Toch besluit hij zijn plan met hen te bespreken om via de raket in Morgenstad uit Geweestland te ontsnappen. Hij geeft geen antwoord wanneer Guus hem eraan herinnert dat ze zonder "hart" niet uit Geweestland kunnen (vergeten Disneypersonages verliezen hun hart en komen daarbij in Geweestland terecht). Dit betekent waarschijnlijk dat Oswald een plan koestert om Mickey's hart te stelen en alleen uit Geweestland te ontsnappen zodra de raket gereed is.
Nu het plan besproken is gaat Oswald alvast naar de Onthoofdstraat bij zijn standbeeld met Walt Disney. Het standbeeld ziet er precies zo uit als het standbeeld in de Hoofdstraat van het Walt Disney Studios Park, alleen houdt Oswald de hand van Disney vast in plaats van Mickey. Hij wacht Mickey en Guus daar op en zodra ze zijn aangekomen geeft hij Mickey meteen opdracht Gremlin Markus te helpen zodat ze naar Morgenstad kunnen. Zodra Mickey dat heeft gedaan en op weg gaat naar Morgenstad gaat Oswald via zijn eigen weg daarheen. Maar bij de raket aangekomen blijkt dat de Gekke Dokter onderdelen van de raket heeft gestolen en over Geweestland heeft verspreid. Wanneer Mickey en Guus zijn aangekomen bevestigt Oswald wat de Gekke Dokter heeft gedaan en geeft Mickey meteen opdracht naar de onderdelen te zoeken. Dan gaat Oswald meteen terug naar dezelfde plaats in de Onthoofdstraat om af te wachten tot Mickey de raketonderdelen heeft. Maar terwijl Mickey naar de onderdelen zoekt doet hij zoveel voor Geweestland dat Oswald Mickey met andere ogen begint te bekijken.
Zodra Mickey alle raketonderdelen heeft gevonden blijkt dat de nep Schaduwvlek en de Vlekkelingen de Kruik waar de echte Schaduwvlek in opgesloten zit proberen te openen. Oswald beseft maar al te goed dat dit probleem eerst moet worden opgelost voordat ze zich kunnen bezighouden met de raket. Omdat Oswald Mickey nu meer vertrouwt beveelt hij Mickey niet meer hem te helpen maar gaat alvast naar de controlekamer van Mickeydingenheuvel en wacht daar op Mickey en Guus. Tot zijn vreugde komen ze ook nog. Oswald wijst de weg waar Mickey heen moet en gaat daarna zelf via een weg waar Mickey hem niet kan volgen. Zodra Oswald zelf aan de top van Mickeydingenheuvel is gekomen doet hij alles wat nodig is om te voorkomen dat de Kruik wordt geopend. Zodra Mickey is gearriveerd neemt die het weer op tegen de nep Schaduwvlek. Zodra Mickey de nep Schaduwvlek heeft verslagen roept Oswald Mickey en Guus meteen om hulp en ze weten samen de Kruik weer goed dicht te krijgen. Mickey vraagt aan Oswald wat er in die kruik zit en Oswald onthult tot Mickey's verbazing dat de echte Vlek erin zit.
Nu Oswald Mickey met andere ogen bekijkt stelt hij aan Mickey voor opnieuw te beginnen. Maar tot verbazing van zowel Oswald als Guus besluit Mickey de hand niet aan te nemen en onthult vol spijt dat hij verantwoordelijk was voor de Thinner Ramp en de Schaduwvlek. Oswalds haat tegen Mickey is meteen weer terug en hij gaat op de kurk van de Kruik staan om zich klaar te maken voor een een-op-een gevecht tegen Mickey. Maar door zijn opwinding op de kurk begint die te barsten en zo bevrijdt Oswald per ongeluk de Schaduwvlek. De Schaduwvlek grijpt Oswald en Guus en dreigt aan Mickey ze te wurgen als die zijn hart niet aan hem geeft. Het verbaast Oswald dat Mickey zijn hart voor hem en Guus afstaat en zijn haat is op slag weer verdwenen. Oswald weet niet meer wat hij moet doen om de Schaduwvlek te stoppen, omdat die nu net zo krachtig is als een storm. Maar door Mickey's vastberadenheid komt hij op het idee de raket in Morgenstad te gebruiken om het tegen de Schaduwvlek op te nemen. Hij stelt aan Mickey voor om de Vlektakels te vernietigen terwijl hij ondertussen de raket klaar maakt.
Zodra Mickey de Vlektakels heeft vernietigd en bij de raket in Morgenstad is aangekomen maken ze zich alle drie klaar om met de raket op het hart van Mickey af te gaan. De Schaduwvlek ziet ze echter aankomen en zuigt de verf die als brandstof voor de raket dient op. Daardoor crashen ze in het Schone Duister Kasteel. Gelukkig heeft Oswald een plan B. Mickey is nog niet bijgekomen en Oswald geeft Guus de opdracht bij Mickey te blijven tot hij weer is bijgekomen. Oswald bereidt zijn plan alvast zo goed mogelijk voor en probeert de Schaduwvlek af te leiden. Wanneer Mickey en Guus bij hem in de controlekamer van het kasteel aankomen legt hij het hele plan uit. Het plan is om de Schaduwvlek met vuurwerk te vernietigen.
Oswald laat het aan Mickey over om het vuurwerk gereed te maken en doet zelf zijn best om de Schaduwvlek zo goed mogelijk af te leiden en neemt tegelijkertijd de gelegenheid om naar het standbeeld dat ooit zijn geliefde Ortensia was te kijken. Wanneer Mickey klaar is en met Guus terug is gekomen valt het Mickey op hoe Oswald naar het standbeeld kijkt en het valt Oswald op dat Mickey dat is opgevallen, daarop zegt Oswald dat het geen standbeeld is en Mickey begrijpt dan dat het Ortensia is en verontschuldigt zich nogmaals. Oswald neemt het Mickey helemaal niet meer kwalijk omdat hij beseft dat Mickey het niet met opzet deed.
Oswald en Mickey besluiten nu echt opnieuw te beginnen. Maar toch twijfelt Oswald nog even en vraagt dringend aan Mickey of hij de Gekke Dokter ook heeft gecreëerd, iemand heeft ontvoerd of gehersenspoeld. Het antwoord op al die vragen is "nee". Voor Oswald nog meer vragen aan Mickey kan stellen, stelt Mickey voor handen te schudden en Oswald gaat meteen akkoord. Maar net voor ze de handen kunnen schudden en het vuurwerk kunnen starten dringt de Schaduwvlek binnen en grijpt Oswald, Guus en Ortensia. Mickey gaat er meteen achteraan. Guus weet zichzelf te bevrijden, maar Oswald zit nog steeds vast. Zodra Mickey de Vlektakels die zijn hart vast houden heeft vernietigd is Oswald vrij en hij vangt het hart van Mickey op. Maar hij komt in de verleiding het hart voor zichzelf te houden. Toch besluit hij met tegenzin het hart aan Mickey terug te geven en zodra Mickey zijn hart weer op de juiste plaats heeft start Oswald het vuurwerk, wat de Schaduwvlek vernietigt.
Terwijl Mickey door de explosie terug naar zijn eigen wereld schiet, landt Oswald in de Onthoofdstraat. Wanneer hij bijkomt van de klap, ziet hij dat door de vernietiging van de Schaduwvlek er een regen van verf is ontstaan die heel Geweestland weer herstelt. Maar tot zijn schrik ziet hij dat Ortensia nog steeds een standbeeld is. Daarna valt er echter verf op haar wat haar weer levend maakt en Oswald en Ortensia zijn dolgelukkig weer met elkaar herenigd. Oswald ziet Mickey nogmaals door een beeld dat even in Osstad verschijnt en neemt meteen de gelegenheid om Mickey en Ortensia aan elkaar voor te stellen. Oswald en Mickey beschouwen elkaar nu echt als broers.
Oswald kwam later ook nog voor in Epic Mickey 2: The Power of Two als speelbaar karakter en kwam later nog voor als opdrachtgever in Epic Mickey: Power of Illusions. In 2024 komt de remake uit van het originele Epic Mickey spel, genaamd Epic Mickey: Rebrushed.

## Pretparken
Sinds 2012 kun je in verschillende Disneyland pretparken Oswald the Lucky Rabbit kleding, speelgoed, spelden en andere merchandise kopen.
Tijdens de uitbreiding van Disney California Adventure verscheen Oswald op een muurschildering waarin hij werd afgebeeld met een aantal andere bekende/klassieke Disney-personages als bouwvakkers. Ook in het park werd in 2012 een souvenirwinkel met de naam "Oswald's Filling Station" geopend in Buena Vista Street. Op 14 september 2014 begon Oswald met het maken van meet-and-greet optredens in Buena Vista Street in het Disney California Adventure park, hoewel hij voor het eerst debuteerde in dat park op 4 september.
In het Magic Kingdom in Walt Disney World is een poster van Oswald te zien in het wachtrijgedeelte van het Town Square Theatre. Ook is er in het ontmoetingsgebied van Mickey een doodle van Oswald en Mickey te zien.
Voor Disney Disneyland's Disney Wonderland in Tokyo Disneyland was Oswald de inspiratie voor een praalwagen. Oswald maakte eindelijk zijn debuut als meetbaar personage op Tokyo DisneySea, te beginnen op 1 april 2014.
Oswald maakte deel uit van de cast tijdens het 25-jarig jubileum van het resort in Disneyland Parijs. In 2018 kon tijdens het Disney FanDaze event (ook in Disneyland Parijs) Oswald worden ontmoet samen met zijn vriendin Ortensia die haar debuut kreeg als character in een pretpark.

## Trivia
- Oswald the Lucky Rabbit komt ook voor in verschillende strips: Epic Mickey: Tales of Wasteland, Just Like Magic!, An Imaginary Friend, Epic Mickey (stripversie) en Epic Mickey 2: The Power of Two (stripversie).
- Oswald the Lucky Rabbit komt op de website van Disney ook nog voor als easter egg.